# 온조왕
온조왕(溫祚王, ? ~28년 음력 2월)은 백제(百濟)를 건국한 초대 국왕(재위 : 기원전 18년 ~ 28년 음력 2월)으로 전해지는 인물이다. 《삼국사기》와 《삼국유사》에서는 고구려를 건국한 동명성왕(주몽)과 소서노의 아들이라 기록되었으며, 일설에는 북부여의 왕족 우태의 아들이라고도 한다. 형으로는 비류가 있으며, 이복형인 유리(유리명왕)가 고구려 태자로 책봉되자, 위협을 느껴 어머니 소서노와 함께 남쪽으로 내려와 나라를 세웠다고 전한다.
기록에 따르면, 온조는 초기 백제의 기틀을 마련하였다. 위례성에 도읍한 것에 따 온조부터 한성에 도읍한 백제 초기를 한성백제로 분류하기도 한다. 말갈 및 낙랑과의 전쟁에서 방어를 강화하고, 마한을 병합하며 세력을 확장하였다. 재위 기간 동안 내정을 다지고 농업을 장려하였으며, 아버지 동명성왕과 어머니 소서노의 사당을 세워 왕실의 정통성을 확립하였다.

## 탄생과 가계
《삼국사기》는 온조를 고구려 동명성왕의 아들로 기록하면서, '일설에는 북부여의 우태의 아들이라고도 한다'라는 내용도 함께 기록하였다. 《삼국유사》는 《고전기(古典記)》를 인용하여 온조를 동명성왕의 셋째 아들이라고 기록하고 있고, 《동국통감》을 비롯한 대부분의 역사서 또한 온조를 동명성왕의 아들로 기록하고 있다.
온조의 출생 연도는 기록이 없어 알 수 없지만, 이복 형인 유리명왕과 친형인 비류가 있으므로 적어도 기원전 36년 이후에 태어났음을 추정할 수 있다.
온조를 우태의 아들로 비정할 경우, 출생 연도는 더욱더 추정할 수 없게 된다. 온조의 어머니인 소서노가 동명성왕 보다 8살이나 연상인 점을 미루어 볼 때, 소서노가 주몽과 재혼했을 것이라는 《삼국사기》의 기록도 어느 정도 설득력을 갖는다.

### 삼국사기의 기록

#### 고구려 동명성왕의 아들 설
백제의 시조는 온조왕(溫祚王)이다.
그의 아버지는 추모(鄒牟) 혹은 주몽(朱蒙)이라고 한다.
주몽은 북부여(北扶餘)에서 난리를 피하여 졸본부여(卒本扶餘)로 왔다.
졸본부여왕은 아들은 없고 딸만 셋이 있었는데,
주몽이 뛰어난 인물임을 알고 둘째 딸을 그의 아내로 삼았다.
얼마 후 부여왕이 죽고 주몽이 왕위를 이었다.
주몽이 아들 둘을 낳았는데, 맏이는 비류(沸流)이고 둘째는 온조이다.

 — 《삼국사기》 권23,
백제본기 제1, 시조 온조왕
고구려를 건국한 주몽(동명성왕)과 아내 소서노의 둘째 아들로 태어났다. 아버지 주몽은 북부여에서 탈출하여 고구려를 세울 당시, 임신 중이었던 아내 예씨 부인과 헤어지게 되었는데, 예씨 부인에게 '장차 아이가 장성하면 찾아오라'는 말을 하고 헤어졌다. 주몽은 이후 졸본부여왕의 둘째 딸인 소서노와 결혼하여 비류와 온조를 낳았다.
기원전 19년 4월, 예씨 부인에게서 태어난 이복 형 유리(유리명왕)가 어머니 예씨와 함께 아버지 주몽을 찾아 고구려로 오자, 주몽은 기뻐하며 유리를 태자로 책봉하였다. 유리가 왕이 되면 목숨을 보전하기 어려울것이라 여긴 온조는 형 비류, 어머니 소서노를 비롯해 오간(烏干)과 마려(馬黎) 등의 신하들을 이끌고 고구려를 떠나 남쪽으로 떠났다.
북부여왕 우태의 아들 설
삼국사기에서 이설로 소개하는 것에 따르면, 북부여의 왕인 해부루왕의 손자 우태(優台)는 연타발의 딸인 소서노와 혼인하여 비류와 온조를 낳았다. 우태가 죽자 소서노는 과부가 되었다. 주몽(동명성왕)은 고구려를 건국하는 과정에서 소서노의 내조를 많이 받았기 때문에 소서노를 매우 사랑했으며 왕비로 책봉하였다. 주몽은 소서노의 아들인 비류와 온조 또한 친아들처럼 아끼고 사랑하였다.
이후 주몽의 친아들인 유리(유리명왕)가 어머니 예씨 부인과 함께 주몽을 찾아오자 주몽은 기뻐하며 유리를 태자로 책봉하였다. 주몽이 죽자 유리가 왕으로 즉위하였다. 비류는 온조에게 어머니를 모시고 남쪽으로 떠나자고 제안하였다.

### 중국의 기록
중국의 역사서인 《북사》와 《수서》, 《주서》에는 백제의 선조가 고구려 혹은 마한으로부터 나왔다고 전하며 시조를 구태(仇台)라고 소개하고 있다.
 
'동명(東明)의 후손 구태(仇台)가 있는데 어질고 신의가 있다.
처음으로 대방(帶方)의 옛 땅에 나라를 세웠다.
한의 요동태수 공손도(公孫度)가 그의 딸을 아내로 주어
드디어 동쪽 나라의 강국이 되었다.’고 하였다.

 — 《북사(北史)》 · 《수서(隋書)》
 
백제는 마한의 속국이며 부여의 별종이다.
구태라고 하는 자가 있어 대방에 나라를 세웠다고 한다.
또한 풍속에는 '매년 4월, 시조인 구태의 사당에 제사 지낸다'
라고 기록하고 있다.
 — 《주서(周書)》

### 일본의 기록
일본의 역사서인 《속일본기》 엔랴쿠 8년(789년) 1월조에는 "십제(十濟)의 원조(遠祖) 도모(都慕, 동명성왕)는 하백(河伯)의 딸이 일정(日精)에 감응하여 태어났다."고 기록하고 있다. 《신찬성씨록》과 《일본서기》에도 십제의 시조를 도모로 기록했다. 백제 왕실의 후예인 인정(仁貞)은 주몽을 태조라고 칭하고 있다.
또한 간무 천황의 생모이자, 백제 무령왕의 후손인 다카노노 니가사의 묘지명에는 "백제의 먼 조상인 도모왕(都慕王)이라는 사람은 하백의 딸이 태양의 정기에 감응해서 태어난 사람인데, 황태후는 곧 그 후손이다." 라고 기록되어 있어, 백제에서 주몽을 시조로 본 것으로 추정하기도 한다.

## 백제 건국 과정

### 삼국사기의 기록
고구려를 탈출한 비류와 온조는 남쪽으로 이주하여 한산에 이르렀는데, 국가를 세우고 도읍을 정하는 과정에서 형제간에 이견이 발생하였다.
기원전 18년, 온조는 한강 유역의 위례성을 근거지로 도읍을 정하고 나라 이름을 십제(十濟)로 지었다. 비류는 온조와 결별하고 미추홀로 이주하였으나 땅이 습기가 많고 물이 짜서 편하게 살 수 없었다. 비류는 위례성으로 와서 온조의 백성들이 편하게 생활하는 모습을 보고 이를 후회하다가 죽었다.
온조는 비류의 남은 신하들을 받아들이면서 나라 이름을 백제(百濟)로 고쳤다.
 
온조가 처음 올 때 백성이 즐겨 따라왔기 때문에 나라 이름을 백제(百濟)로 고쳤다.
온조의 조상은 고구려와 같이 부여에서 나왔으므로 성씨를 부여(扶餘)로 하였다.

 — 《삼국사기》 권23,
백제본기 제1, 시조 온조왕

### 제왕운기와 해동고승전의 기록
고려 무신정권기의 승려인 각훈의 《해동고승전》에는 《기로기(耆老記)》의 내용을 인용하여 비류와 온조가 힘을 합쳐 나라를 세웠다고 기록되어 있다. 충렬왕 때의 승려인 이승휴의 《제왕운기》에는 형인 비류가 나라를 세워 왕이 되었으나 5개월만에 죽었다고 기록하고 있다.

## 치세

### 대외 전쟁

#### 말갈 · 낙랑과의 전쟁
기원전 17년(온조왕 2년), 말갈과의 전쟁에 대비하여 무기를 수선하고 양식을 비축하는 등 방어 계획을 수립하였다. 다음해 9월에 말갈이 북쪽 국경을 침범하자 날쌘 병사를 이끌고 공격하여 대승하였다.
기원전 14년(온조왕 5년)에는 북쪽 국경을 순찰하고 백성들을 위로하였다.
기원전 11년(온조왕 8년) 2월, 말갈군 3천명이 침입하여 위례성을 포위하였다. 열흘 후에 말갈군은 군량미가 부족하여 회군하였는데, 이때를 놓치지 않고 추격하여 대부현에서 말갈군을 대파하고 500여명을 사로잡았다. 같은해 7월, 마수성을 쌓고 목책을 설치한 일로 낙랑과 갈등하였는데, 낙랑 태수가 성과 목책을 허물것을 요구하였다. 이에 온조왕은 '요새를 만들어 나라를 지키는 일은 당연한 일'이라며 거절하였다. 이 일을 계기로 낙랑과 백제의 관계는 악화되었다.
 
가을 7월, 마수성(馬首城)을 쌓고 병산책(甁山柵)을 세우자 낙랑 태수가 사신을 보내 말하였다.
“지난날 서로 사신을 보내고 우호를 맺어 한 집안처럼 지냈는데
 이제 우리 땅 가까이에 성을 쌓고 목책을 세우니,
 혹 우리 국토를 야금야금 차지하려는 계책이 아닌가?
 만일 지금까지의 우호를 생각하여 성을 헐고 목책을 부순다면 의심할 바가 없지만,
 그렇게 하지 않는다면 한번 싸워 승부를 내겠다.”
왕이 답하기를,
“요새를 만들어 나라를 지키는 것은 예나 지금이나 떳떳한 일이다.
 어찌 이 일로 우호 관계에 변함이 있겠는가?
 당연히 태수가 의심할 일이 아니다.
 만약 태수가 강함을 믿고 군대를 일으킨다면 우리도 대비책이 있다.”
이로 인하여 낙랑과 사이가 좋지 않게 되었다.
 — 《삼국사기》 권23,
백제본기 제1, 시조 온조왕 8년
기원전 9년(온조왕 10년) 10월, 말갈이 북쪽 국경을 침범하자 곤미천에서 싸웠으나 패배하였다. 온조왕이 직접 정예기병 100명을 이끌고 병사들을 구원하니 말갈군이 곧 물러났다. 다음해인 기원전 8년(온조왕 11년)에는 낙랑이 말갈을 종용하여 백제를 습격하였다. 말갈군은 병산(甁山)의 목책을 부수고 노략질을 일삼았다. 이에 백제에서는 독산과 구천에 목책을 설치하여 낙랑과의 통로를 차단하였다.
기원전 2년(온조왕 17년), 낙랑이 위례성에 쳐들어와 불을 질렀다. 다음해인 기원전 1년(온조왕 16년) 10월에는 말갈이 습격하자 병사들을 거느리고 칠중하에서 물리쳤다. 다음달인 11월, 이를 설욕하기 위해 말갈의 우두산성을 공격하려고 출병하였으나 폭설로 인해 회군하였다.
22년(온조왕 40년) 9월, 말갈이 술천성을 공격하였고, 11월에는 부현성을 습격하여 백성 100명을 죽이고 노략질하자 기병 200명을 보내 물리쳤다.

#### 마한 정복
연맹왕국인 마한은 본래 백제와 우호적이었다. 온조왕은 사냥터에서 잡은 신록(神鹿)을 마한에 보내기도 하였고 도읍을 옮길 때에는 마한에 통보하기도 하였다.
하지만 6년(온조왕 24년), 백제가 웅천에 목책을 세우자 마한의 왕이 사신을 보내 책망하였다. 마한의 왕은 온조왕이 처음에 남쪽으로 건너왔을 때, 동북 1백리의 땅을 내주어 편히 살게 하였는데 나라가 완비되자 성을 쌓고 목책을 세운다며 온조왕을 비난하였다. 이에 온조왕은 부끄러워하며 목책을 헐어버렸다.
7년(온조왕 25년), 온조왕은 진한과 마한을 합병할 마음을 갖고, 8년(온조왕 26년) 7월에 마한을 습격하였다. 이때 원산(圓山)과 금현(錦峴) 두 성이 끝까지 항복하지 않았다. 다음해인 9년(온조왕 27년) 4월, 원산과 금현 두 성이 항복함으로써 마침내 마한을 멸망시켰다.
그러나 《삼국사기》 고구려본기에는 마한 멸망 후 113년이 지난 122년, 고구려의 태조대왕이 마한, 예맥과 함께 요동을 침입하였다는 기록이 있어 온조왕에 의해 마한이 멸망했다는 기록과 대치된다. 《삼국사기》를 집필한 김부식 조차 주석을 남겨 의문을 제기하였다.
 
70년(서기 122년), 왕(태조대왕)이 마한, 예맥과 함께 요동을 침입하였다.
부여왕이 병사를 보내 요동을 구하고, 우리를 격파하였다.
【마한은 백제 온조왕 27년에 멸망하였는데,
 지금 고구려왕과 함께 군사 행동을 한 것은 아마도 멸망한 후 다시 일어난 것인가?】

 — 《삼국사기》 권15,
고구려본기 제3, 태조대왕 70년

### 내치
기원전 18년(온조왕 원년), 아버지 동명성왕의 사당을 세웠으며 기원전 2년에는 어머니 소서노의 사당을 세웠다.
기원전 6년(온조왕 13년), 위례성의 민가를 옮겼으며 다음해인 기원전 5년(온조왕 14년) 정월, 천도하였다. 온조왕은 부락을 순시하면서 백성들을 위로하고 농사를 권장하였으며, 한강 서북쪽에 성을 쌓고 백성들을 옮겨 살게 하였다.
10년(온조왕 28년) 2월, 맏아들 다루(多婁)를 태자로 삼고 중앙과 지방의 병무를 맡겼다.
15년(온조왕 33년), 가뭄이 극심하여 백성들이 서로 잡아먹을 지경에 이르고, 도적이 크게 일어나자 온조왕은 이를 안정시켰다. 19년(온조왕 37년)에는 한수 동북 마을에 흉년이 들자, 1천여호의 백성들이 고구려로 도망갔다. 나라의 상황이 악화되자 20년(온조왕 38년), 온조왕은 나라 곳곳을 순시하여 백성들을 살피며 위로하였다. 사자를 보내 백성들에게 농업과 양잠을 권장하였으며, 제단을 쌓아 하늘과 땅에 제사를 지냈다.
25년(온조왕 43년), 남옥저의 구파해(仇頗解) 등 20여 가족이 귀순하였다.

## 최후
28년(온조왕 46년) 2월 사망하였다.

## 가족 관계
| - 친아버지: 우태 (優台، 출생 및 사망 연도 불명) - 의붓아버지: 동명성왕 (기원전 58년 - 기원전 19년) - 어머니: 소서노 (召西奴، 기원전 66년 - 기원전 6년) - 형제: 비류 (沸流) - 왕비 : 미상 - 장남 : 다루왕(多婁王, ?~77년) - 제2대 국왕 - 아들 : 덕좌(德佐) - 모친 미상 |

## 대중 문화속에 나타나는 온조왕
- 《주몽》, (MBC, 2006년~2007년, 배우:김석)
- 《근초고왕》, (KBS, 2010년~2011년, 배우:홍석조)
- 《한국사기》, (KBS, 2017년, 배우:조지훈)

## 같이 보기
- 북부여
- 연타발
- 비류
- 마한
- 낙랑
- 말갈